# G-code
G-code, G 프로그래밍 언어 혹은 RS-274 규격은 대부분의 수치 제어에서 사용되는 프로그래밍 언어로서, 자동제어 공작기계를 통한 컴퓨터 지원 제조에 주로 사용된다.
근본적인 측면에서, G-code는 사람이 컴퓨터화된 공작기계에 어떤 것을 어떻게 만들지를 명령하는데 사용하는 언어이며, 어떻게 만들지는 공작기계의 도구가 어디로 움직일지, 어떤 속도로 움직일 것인지로 정의된다. 대부분의 상황에서 절삭 도구나 광택 도구, 3D 프린터의 노즐 등이 이동하는 경로 혹은 속도 등을 표현할 수 있다.